# Ready for Freddie
Ready for Freddie es el cuarto álbum del trompetista de jazz Freddie Hubbard y fue lanzado por el sello discográfico Blue Note en 1962 como BLP 4085 y BST 84085. En 2003, fue relanzado y publicado como CD. Hay dos pistas alternativas que no formaban parte del LP original. En él participaron el ya mencionado Freddie Hubbard, Bernard McKinney, Wayne Shorter, McCoy Tyner, Art Davis y Elvin Jones. El álbum fue catalogado por Scott Yanow en su ensayo para Allmusic "Hard Bop" como una de las 17 grabaciones esenciales de este estilo.

## Listado de Pistas
1. "Arietis" - 6:41
2. "Weaver of Dreams" (Elliott, Young) - 6:35
3. "Marie Antoinette" (Shorter) - 6:38
4. "Birdlike" - 10:15
5. "Crisis" - 11:33
6. "Arietis" [pista alternativa] - 5:51
7. "Marie Antoinette" [pista alternativa] (Shorter) - 6:15

Todas las composiciones pertenecen a Freddie Hubbard excepto las indicadas

## Personal
- Freddie Hubbard - trompeta
- Bernard McKinney - bombardino
- Wayne Shorter - saxofón tenor
- McCoy Tyner - piano
- Art Davis - contrabajo
- Elvin Jones - batería